# Égotay
L'Égotay est une rivière de France, dans le département de la Loire, en région Auvergne-Rhône-Alpes, et un affluent de l'Ondaine, donc un sous-affluent de la Loire.

## Géographie
D'une longueur de 5,9 kilomètres,, elle traverse les communes de Roche-la-Molière et d'Unieux. Elle longe aussi Saint-Victor-sur-Loire, enclave de Saint-Étienne.

## Affluents
L'Égotay a deux affluents référencés :
- ? (rd), 1 km sur la seule commune d'Unieux ;
- la Triollière (rg), 2,1 km sur la seule commune d'Unieux.

## Organisme gestionnaire
L'organisme gestionnaire est le Syndicat Intercommunal de la Vallée de l'Ondaine,.